# Something in the Way
"Something in the Way" é uma canção da banda de rock americana Nirvana, escrita pelo vocalista e guitarrista Kurt Cobain. É a 12ª faixa de seu segundo álbum, Nevermind, lançado em setembro de 1991. É a última canção listada no álbum, embora a maioria das cópias de Nevermind também apresente a faixa oculta "Endless, Nameless", que ocupa a mesma faixa que  "Something in the Way" e começa após aproximadamente 10 minutos de silêncio. 
Nunca lançado como single e nunca uma parte consistente do setlist ao vivo da banda, "Something in the Way" alcançou bons resultados pela primeira vez em agosto de 2020, depois de aparecer no primeiro trailer do filme americano de super-herói, The Batman, estando presente também na trilha sonora do filme. A canção alcançou a posição número dois na parada de vendas da US Rock Digital Songs Sales da Billboard, e número cinco em suas paradas da US Alternative Digital Songs Sales. Ele também alcançou o top 20 nas paradas de canção digital da Amazon Music e do iTunes.
Após o lançamento nos cinemas do filme em março de 2022, o serviço de streaming de áudio Spotify relatou um aumento de 1200% nos streams da canção na plataforma, enquanto a Billboard relatou um aumento de 1.508%% nos streams oficiais dos Estado Unidos e 1888% de aumento nos downloads. A canção mais uma vez apareceu em várias paradas da Billboard, alcançando o número dois no gráfico Rock Streaming Songs e Rock Digital Song Sales, número quatro no gráfico Alternative Digital Song Sales e Alternative Streaming Songs, número 20 no gráfico Digital Song Sales e número 27 na parada Billboard Streaming Songs.

## Origem e gravação

### História inicial
"Something in the Way" foi escrita por Cobain em 1990. A versão mais antiga conhecida é uma demo elétrica solo que apareceu em um medley, junto com as composições abandonadas "You Can't Change Me" e "Burn My Britches", lançadas pela primeira vez na compilação de Cobain Montage of Heck: The Home Recordings em novembro de 2015. O diretor americano Brett Morgan, que compilou o álbum como trilha sonora para seu documentário de Cobain Montage of Heck de 2015, discutiu o medley em uma entrevista da NME de 2015, dizendo que era "quase como uma ópera rock, e ouvir 'Something in the Way' emergir das cinzas dessas outras faixas foi bastante revelador. Kurt pode ter feito uma edição nessa faixa, mas acredito que foi quase um take contínuo." A primeira apresentação ao vivo de "Something in the Way" foi em 25 de novembro de 1990, no The Off Ramp Café em Seattle.

### Nevermind
"Something in the Way" foi gravado pela primeira vez no estúdio em maio de 1991 no Sound City Studios em Van Nuys, Califórnia por Butch Vig, para o segundo álbum da banda, Nevermind. De acordo com Vig, Cobain originalmente queria gravar os instrumentos da música com a banda completa, mas quando as tentativas iniciais não tiveram sucesso, Cobain sentou em um sofá na sala de controle do estúdio A e tocou a música para Vig no violão, para mostre a ele como ele achava que deveria soar. Vig ficou impressionado com a forma como a versão solo de Cobain soou, e depois de desligar o ar condicionado e desconectar o telefone na sala de controle, configurou os microfones e gravou a música dessa maneira, começando com a guitarra e os vocais. Isso se tornou o núcleo da gravação, com a primeira tomada vocal sendo usada para os versos. Cobain então gravou harmonias vocais, e o baterista Dave Grohl e o baixista Krist Novoselic adicionaram suas partes, embora tanto Grohl quanto Novoselic tivessem dificuldade em tocar no tempo com a performance de Cobain. Novoselic também teve problemas para afinar seu baixo com a guitarra de Cobain, uma Stella acústica de 12 cordas com cinco cordas de nylon que Cobain nunca havia afinado, e Grohl teve que tocar mais silenciosamente do que estava acostumado, para combinar com o clima suave da música. "Kurt e eu queríamos que a bateria fosse bem discreta", lembrou Vig. "Dave estava acostumado a tocar muito mais alto; além disso, pode ser muito difícil voltar e colocar bateria em uma faixa de violão, pois o medidor pode variar um pouco". As harmonias de Cobain, o baixo e a bateria foram gravados no estúdio B, uma sala menor no corredor da sala maior em que eles geralmente trabalhavam. No último dia das sessões de Nevermind, Kirk Canning, um amigo da banda que eles conheceram L7, acrescentou violoncelo à gravação, embora também tenha tido dificuldades em afinar a guitarra de Cobain.

### Pós-Nevermind
Em 9 de novembro de 1991, uma versão da canção foi gravada por Miti Adhikari para o programa da BBC The Evening Session no Maida Vale Studios em Londres, Inglaterra. Essa versão elétrica mais pesada lembrava mais a forma como a música geralmente soava quando tocada em concerto. Foi lançado postumamente no 20º aniversário das versões "Deluxe" e "Super Deluxe" de Nevermind em setembro de 2011. "Something in the Way" foi tocada como parte do show MTV Unplugged in New York em 18 de novembro de 1993, no Sony Music Studios em Nova York. Esta versão contou com Pat Smear na segunda guitarra e Lori Goldston no violoncelo. Foi a última apresentação ao vivo da música pelo Nirvana.

## Composição

### Música
Descrevendo a música como "sombria e desconsolada", a jornalista musical americana Gillian G. Garr escreveu que "Something in the Way" "ressalta o fato de que o Nirvana não apenas percebeu que as emoções nem sempre precisavam ser expressas no volume mais alto, eles também foram capazes de fazer isso, com Cobain fazendo uma de suas performances vocais mais expressivas."

### Letra
Acreditava-se originalmente que "Something in the Way" era baseado em um período em que Cobain era sem-teto e dormia debaixo da Young Street Bridge, perto de sua casa de infância em sua cidade natal de Aberdeen, Washington. Enquanto Cobain fugiu de casa quando adolescente, a crença de que ele dormia debaixo da ponte foi refutada por Novoselic e pela irmã de Kurt, Kim Cobain, na biografia de Cobain de 2001, Heavier Than Heaven. Ambos confirmaram que Cobain "ficava" debaixo da ponte, que era uma área de recreação popular preferida pelos adolescentes locais, mas Novoselic disse ao autor Charles R. Cross que as "marés" e as "margens lamacentas" do rio teriam feito ficar lá por um período prolongado. período de tempo impossível. Cross argumentou que a Sixth Street Bridge, muito maior, localizada a cerca de 800 metros de distância, teria sido mais adequada para dormir, mas é improvável que tenha sido usada por Cobain. De acordo com Cross, a realidade da situação de Cobain durante seu período de aproximadamente quatro meses sem moradia foi "mais pungente" do que a versão apresentada em "Something in the Way". A princípio, Cobain dormia "enrolado como um gatinho" em uma caixa de papelão na varanda de Dale Crover, baterista da banda local, The Melvins. Depois disso, ele dormia nos corredores dos antigos prédios de apartamentos com aquecimento central, saindo antes que os moradores do prédio saíssem de seus apartamentos. Ocasionalmente, ele e um amigo assistiam à televisão e dormiam na sala de espera do Grays Harbor Hospital, com Cobain pegando comida do refeitório cobrando-a em números de quarto inventados. O próprio Cobain sugeriu que a música não era necessariamente autobiográfica, dizendo ao biógrafo do Nirvana, Michael Azerrad, que a letra era "como se eu estivesse vivendo debaixo da ponte e estivesse morrendo de AIDS, se eu estivesse doente e não pudesse me mexer e estivesse uma pessoa de rua total. Isso era meio que a fantasia disso". Na biografia de Azzerad de 1993 Come as You Are: The Story of Nirvana, Cobain afirmou que costumava pescar no rio Wishkah perto desta ponte, o que pode ter inspirado a letra, 'Tudo bem comer peixe, porque' eles não tem algum sentimento' na música. Em uma entrevista do Los Angeles Times de 2021, a viúva de Cobain, Courtney Love, chamou "Something in the Way" de "uma das melhores músicas de rock de todos os tempos" e a descreveu como Cobain "abrindo caminho... apenas para passar." Love citou a frase "Tudo bem comer peixe porque eles não têm sentimentos" como a que a afetou mais profundamente, dizendo: "Ele sabe que é mentira - aqui está um cara que amava tartarugas - mas ele acha que se alguém o ama o suficiente, então talvez, apenas talvez um dia ele se torne real." Em relação aos aspectos ficcionais da música, Love disse que "o lugar de onde [Cobain] escreve é tão emocionalmente desesperado que todos entendemos".

## Posição nas paradas musicais
| Parada (2020)                                              | Melhor posição |
| ---------------------------------------------------------- | -------------- |
| Escócia (Scottish Singles Chart)                           | 42             |
| Reino Unido (Singles Downloads Chart)                      | 50             |
| Reino Unido (Singles Sales OCC)                            | 51             |
| Estados Unidos (Digital Song Sales Billboard)              | 45             |
| Estados Unidos (Rock Digital Songs Sales Billboard)        | 2              |
| Estados Unidos (Alternative Digital Songs Sales Billboard) | 5              |
| País de Gales (OCC)                                        | 39             |

| Parada (2022)                                           | Melhor posição |
| ------------------------------------------------------- | -------------- |
| Austrália (ARIA)                                        | 22             |
| Mundo (Billboard Global 200)                            | 47             |
| Irlanda (IRMA)                                          | 47             |
| Lituânia (AGATA)                                        | 39             |
| Nova Zelândia (Recorded Music NZ)                       | 40             |
| Suécia (Sverigetopplistan)                              | 13             |
| Reino Unido (UK Singles Chart)                          | 76             |
| Estados Unidos (Hot 100 Recurrents Billboard)           | 6              |
| Estados Unidos (Streaming Songs Billboard)              | 27             |
| Estados Unidos (Billboard Digital Song Sales)           | 20             |
| Estados Unidos (Billboard Hot Rock & Alternative Songs) | 6              |